# Pediococcus
Pediococcus es un género de bacterias del ácido láctico Gram-positivas de la familia Lactobacillaceae. Normalmente se presentan en pares o tétradas, siendo las únicas bacterias del ácido láctico con forma de coco que se dividen a lo largo de dos planos de simetría. Son bacterias puramente homofermentativas, usualmente consideradas contaminantes de la cerveza y vino aunque en algunas cervezas tales como la de tipo Lambic es deseable su presencia. Ciertos Pediococcus producen diacetil, lo que proporciona un aroma a mantequilla o butterscotch a algunos vinos (tales como Chardonnay) y unos pocos tipos de cerveza. Las especies de Pediococcus a menudo se utilizan en el proceso de conservación del forraje denominado ensilado.

## Procesamiento alimentario
Pediococcus, junto con otras bacterias del ácido láctico tales como Leuconostoc y Lactobacillus, se utiliza en la fermentación del repollo para la elaboración de chucrut. Durante este proceso, los azúcares de las coles frescas se transforman en ácidos lácticos que le dan un sabor agrio y permiten que se conserven en buenas condiciones.